# Lago Viedma
Lago Viedma er en gletschersø i den argentiniske provins Santa Cruz, tæt på grænsen til Chile i gletsjer-nationalparken Los Glaciares i Andesbjergene. Dens overfalde er 1.088-1.600 km² og den har sin udmunding i Stillehavet.
- Wikimedia Commons har flere filer relateret til Lago Viedma

49°35′S 72°30′V / 49.583°S 72.500°V